# Alessandro Papacino D'Antoni
 (juillet 2025).
 (août 2025).
Alessandro Papacino D'Antoni (né le 20 mai 1714 à Villefranche-sur-Mer dans le comté de Nice, mort le 7 décembre 1786 à Turin) est un ingénieur italien, directeur de l’école royale d’artillerie du roi de Sardaigne.

## Biographie
Alessandro Papacino D'Antoni naquit le 20 mai 1714, à Villefranche-sur-Mer, dans le comté de Nice, où son père était capitaine du port. Le nom d’Antoni, sous lequel il est plus connu, est celui de sa mère, qu’il ajouta au sien. Il entra au service à l’âge de dix-huit ans, dans le corps d’artillerie, et s’éleva au grade de capitaine ; il fut même employé dans quelques négociations délicates ; mais, au milieu des camps et des fatigues militaires, d’Antoni trouva le temps de s’occuper aussi des études théoriques relatives à son art, et se lia avec ceux qui pouvaient lui fournir des lumières. Il gagna surtout l’estime du comte Ignazio Bertola, directeur des écoles d’artillerie qui venaient d’être fondées à Turin en 1739. D’Antoni fit tant de progrès en ce genre, qu’en 1755 il fut nommé lui-même directeur de ces écoles. C’est en cette qualité qu’il composa son Cours de mathématiques, d’artillerie et d’architecture militaire (traduit en français par Montrozard, 1777, in-8°). Il fut aidé dans quelques parties par Tignola et Bozzolino, officiers de son corps, et par Rana, architecte et professeur aux mêmes écoles. Ce cours a été adopté pour l’enseignement dans les écoles d’artillerie de Prusse, de Venise, etc. De toutes les parties qui le composent, celle qui fit le plus d’honneur à d’Antoni, c’est l’Esame della Polvere, ouvrage qui renferme un grand nombre d’expériences originales sur la force et les effets de la poudre à canon. Ce livre, traduit en plusieurs langues (en français, par Flavigny, 1773, in-8°), lui acquit une brillante réputation chez l’étranger. L’Uso dell’armi da fuoco, traduit aussi en français par St-Auban, et en anglais, en est comme un supplément. Dans un moment où les nouvelles connaissances mécaniques et physiques, qui commençaient à se répandre, excitaient partout le goût des recherches sur la théorie de l’artillerie, les artilleurs piémontais se distinguèrent par les travaux les plus étendus et les plus profonds. Un grand nombre d’expériences furent faites par ordre du gouvernement, et sous la direction des colonels d’artillerie, et en particulier de Antonio Felice De Vincenti. Ce sont ces deux ouvrages qui ont servi de base aux deux ouvrages de d’Antoni. « On sera sans doute étonné, dit avec raison le savant traducteur français, du nombre et de la variété des différentes expériences qui ont été faites en grand sur chacun des objets ; de la rigueur, de la précision et de l’exactitude qu’on a employées, afin de pouvoir asseoir sur leurs résultats des jugements positifs, irrévocables et sans retour. » Il ne paraît pas que d’Antoni connût d’autres ouvrages modernes sur son art que celui de Robins (New Principles of gunnery). Il ne le cite même pas, mais il le réfute plusieurs fois indirectement. Au reste, outre les choses tout à fait nouvelles que son ouvrage contient, il a encore rectifié quelques-uns des résultats de l’auteur anglais. D’ailleurs ses principes se trouvent assez d’accord avec les expériences qui furent faites en France vers le même temps, et qui n’étaient pas encore connues lorsqu’il écrivait. On trouverait même bien peu de chose à changer dans la partie qui tient à la chimie, quoique l’auteur fût étranger à cette science, et que la théorie des gaz n’eût pas encore été éclaircie ; les dernières expériences de Rumford confirment en particulier ce qu’avait dit d’Antoni sur la part qu’ont les vapeurs dans la force de la poudre. Le roi de Sardaigne récompensa le mérite de d’Antoni par une commanderie des ordres réunis de St-Maurice et de St-Lazare : il lui confia, en 1783, la direction supérieure de tout ce qui appartient à l’artillerie. L’année d’après, il le nomma lieutenant général. D’Antoni mourut le 7 décembre 1786, regretté de tous les artilleurs dont il était le chef et le père. Ses Principes fondamentaux de la construction des places, avec un nouveau système de fortifications, ont été traduits en français par Flavigny, 1775. La vie de d’Antoni a été écrite par Prospero Balbo en 1791, et insérée, en 1803, dans les Mémoires de l’Académie des sciences de Turin, dont d’Antoni était membre.